# Saint-Priest-la-Roche
Saint-Priest-la-Roche is een gemeente in het Franse departement Loire (regio Auvergne-Rhône-Alpes) en telt 338 inwoners (2013). De plaats maakt deel uit van het arrondissement Roanne.

## Geografie
De oppervlakte van Saint-Priest-la-Roche bedraagt 13,6 km², de bevolkingsdichtheid is 25 inwoners per km².
De onderstaande kaart toont de ligging van Saint-Priest-la-Roche met de belangrijkste infrastructuur en aangrenzende gemeenten.

## Demografie
Onderstaande figuur toont het verloop van het inwonertal (bron: INSEE-tellingen).

## Bezienswaardigheden
Saint-Priest-la-Roche is bekend om zijn Château de la Roche. Dit sprookjesachtig kasteel staat op een rots die in de Loire staat. Bij hoog water is deze rots niet te zien. Bij laag water is de enorme rots duidelijk herkenbaar. Het kasteel werd gebouwd in de 13e eeuw en uitgebreid met een vleugel in de 18e eeuw. In de 19e eeuw werd het vervallen kasteel gerestaureerd door een industrieel uit Roanne. In 1993 volgde een nieuwe restauratie.